# Owlchemy Labs
Owlchemy Labs est un studio de jeux vidéo basé à Austin, au Texas. La société a été fondée en 2010 par Alex Schwartz. Ce studio est surtout connu pour ses jeux vidéo de réalité virtuelle tel que Job simulator et Rick and Morty Simulator: Virtual Rick-ality. En mai 2017, le studio a été racheté par Google,.
Owlchemy Labs a également fondé VR Austin, l'un des plus grands rassemblements axés sur la VR aux États-Unis avec plus de 2 000 membres, qui organise des rencontres VR basées à Austin et organise une game jam annuel. Avant cela, les fondateurs ont lancé le Boston Unity Group et le Winnipeg Unity User Group.
Alex Schwartz a quitté l'entreprise le 18 juillet 2018. L'ancien CTO Devin Reimer est devenu PDG et Andrew Eiche est devenu CTO,.

## Récompenses
- Job Simulator: 10 million d'exemplaires vendu et est devenu platine en janvier 2020[6].
- Job Simulator a remporté le Game Developer's Choice Award du meilleur jeu VR/AR en 2017[7].

## Jeux développés
- Super Ramen BROTHers - IOS (2010)
- AaaaaAAaaaAAAaaAAAAaAAAAA!!!: For the Awesome (avec Dejobaan Games) – Microsoft Windows (2011)
- Smuggle Truck – Microsoft Windows, Mac OS (2011)
- Snuggle Truck – IOS (2011), Nokia N9, BlackBerry PlayBook, Microsoft Windows (2012)
- Jack Lumber – Microsoft Windows, Mac OS, Linux (2013)
- Dyscourse – Microsoft Windows, Mac OS, Linux (2015)
- Job Simulator – Microsoft Windows, PlayStation VR (2016), Oculus Quest (21 Mai 2019)
- Rick and Morty Simulator: Virtual Rick-ality – Microsoft Windows (HTC Vive, Oculus Rift), PlayStation VR (2017)
- Vacation Simulator – Microsoft Windows (HTC Vive, Oculus Rift) (9 avril 2019), PlayStation VR (18 Juin 2019), Oculus Quest (12 Décembre 2019)